# Stare Błonowo
Stare Błonowo – wieś w Polsce położona w województwie kujawsko-pomorskim, w powiecie grudziądzkim, w gminie Łasin.

## Podział administracyjny
W latach 1975–1998 miejscowość administracyjnie należała do województwa toruńskiego.

## Demografia
Według Narodowego Spisu Powszechnego (III 2011 r.) wieś liczyła 206 mieszkańców. Jest trzynastą co do wielkości miejscowością gminy Łasin.

## Historia
W 1301 r. krzyżacki mistrz krajowy Helwig von Goldbach nadaje 40 łanów Henrykowi z Radzynia celem lokalizacji wsi.

## Znane osoby
W 1943 roku, w Starym Błonowie, zmarł Nordewin von Diest-Koerber (ur. 1885) Poseł II kadencji 1928–1930.